# 1846
Il 1846 (MDCCCXLVI in numeri romani) è un anno  del XIX secolo.

## Eventi
- Vasil Evstatiev Aprilov scrive e pubblica Mysli za segašnoto bălgarsko učenie (Pensieri sull'attuale insegnamento bulgaro).
- Nasce la birra Peroni.
- Ascanio Sobrero scopre la nitroglicerina.
- Viene fondata a New York la prima agenzia di stampa internazionale, la Associated Press.
- 5 gennaio – La Camera dei rappresentanti degli Stati Uniti vota per cessare la condivisione del Territorio dell'Oregon con il Regno Unito.
- 21 febbraio – Rivolta di Cracovia guidata da Edward Dembowski per l'indipendenza della Polonia dall'Austria.
- 15 marzo – Nasce lo stato principesco del Kashmir e Jammu.
- 25 aprile – Con l'incidente di Thornton si apre la Guerra messico-statunitense.
- 1º giugno – Muore a Roma papa Gregorio XVI.
- 10 giugno – Guerra messico-statunitense: La California dichiara l'indipendenza dal Messico.
- 15 giugno – Il Trattato dell'Oregon stabilisce il 49º parallelo Nord come confine tra Stati Uniti d'America e Canada, dalle Montagne Rocciose allo Stretto di Juan de Fuca.
- 16 giugno – Roma: Viene eletto papa il cardinale Giovanni Maria Mastai-Ferretti, già Vescovo di Imola, il quale assume il nome di Pio IX. Circa un mese dopo la sua elezione, concede l'amnistia per i reati politici: cosa che gli procura le simpatie di tutti i liberali italiani e dà nuovo impulso al movimento unitario della penisola.
- 22 giugno – Adolphe Sax brevetta il sassofono.
- 19 settembre – La Beata Vergine Maria appare a La Salette ai due pastorelli Melanie Calvat e Maximin Giraud.
- 23 settembre – Scoperta di Nettuno (la cui esistenza era stata ipotizzata dall'astronomo francese Urbain Jean Joseph Le Verrier e dell'astronomo britannico John Couch Adams) da parte dell'astronomo tedesco Johann Gottfried Galle.
- 16 ottobre – Primo uso come anestetico dell'etere: William Green Morton utilizzando l'etere permette a John Collins Warren di praticare il primo intervento in narcosi.

## Nati
Ci sono circa 460 voci su persone nate nel 1846; vedi la pagina Nati nel 1846 per un elenco descrittivo o la categoria Nati nel 1846 per un indice alfabetico.

## Morti

### Gennaio
- 4 gennaio - Stefano Cusani, filosofo italiano (n. 1815)
- 5 gennaio - Domenico Gallamini, pittore e decoratore italiano (n. 1774)
- 8 gennaio - Nikolaj Michajlovič Jazykov, poeta russo (n. 1803)
- 8 gennaio - Granville Leveson-Gower, I conte Granville, diplomatico britannico (n. 1773)
- 8 gennaio - Georg Friedrich Puchta, giurista tedesco (n. 1798)
- 10 gennaio - Philogène Auguste Joseph Duponchel, militare e entomologo francese (n. 1774)
- 10 gennaio - Étienne Pivert de Senancour, scrittore francese (n. 1770)
- 14 gennaio - Gaetano Pinali, avvocato italiano (n. 1759)
- 16 gennaio - José María Calatrava, politico e giurista spagnolo (n. 1781)
- 21 gennaio - Francesco IV d'Austria-Este, duca (n. 1779)
- 21 gennaio - Jurij Aleksandrovič Golovkin, nobile e politico russo (n. 1762)
- 22 gennaio - Louis-Pierre Baltard, architetto e incisore francese (n. 1764)
- 22 gennaio - Aleksandr Aleksandrovic Šachovskoj, principe, impresario teatrale e drammaturgo russo (n. 1777)
- 26 gennaio - Henri du Boishamon, ufficiale francese (n. 1776)
- 26 gennaio - Ildefonso Díez de Rivera, politico spagnolo (n. 1777)
- 30 gennaio - Giuseppe Diotti, pittore italiano (n. 1779)
- 31 gennaio - Francesco Ansaldo Teloni, vescovo cattolico italiano (n. 1760)

### Febbraio
- 1º febbraio - František Pištěk, arcivescovo cattolico ceco (n. 1786)
- 3 febbraio - Amalia d'Assia-Homburg, nobildonna (n. 1774)
- 3 febbraio - Joseph Weigl, compositore e direttore d'orchestra austriaco (n. 1766)
- 4 febbraio - Ombline Gonneau-Montbrun,  francese (n. 1755)
- 6 febbraio - Vittorio Amedeo Balbo Bertone di Sambuy, nobile, militare e diplomatico italiano (n. 1793)
- 6 febbraio - Heinrich von Bülow, diplomatico tedesco (n. 1792)
- 8 febbraio - Antonio Nanula, anatomista, medico e chirurgo italiano (n. 1780)
- 9 febbraio - Carlo Villa, nobile e politico italiano (n. 1766)
- 14 febbraio - Claudio Bonoldi, tenore italiano (n. 1783)
- 14 febbraio - Anna Grigor'evna Kozickaja, nobildonna russa (n. 1773)
- 14 febbraio - Cornelis van Maanen, politico olandese (n. 1769)
- 15 febbraio - Otto von Kotzebue, navigatore tedesco (n. 1787)
- 18 febbraio - Giovanni Liverati, tenore e direttore d'orchestra italiano (n. 1772)
- 19 febbraio - Giordano de Bianchi Dottula, letterato e politico italiano (n. 1772)
- 21 febbraio - Ninkō, imperatore giapponese (n. 1800)
- 22 febbraio - Enrique Gil y Carrasco, scrittore spagnolo (n. 1815)
- 27 febbraio - Tommaso Prelà, medico italiano (n. 1765)

### Marzo
- 4 marzo - Paolo Mangelli Orsi, cardinale italiano (n. 1762)
- 5 marzo - Raffaele Ala, giurista italiano (n. 1780)
- 6 marzo - Antonio Bertoletti, generale italiano (n. 1775)
- 9 marzo - Anna di Ungern-Sternberg, nobildonna russa (n. 1769)
- 11 marzo - Ignazio Michelotti, ingegnere e architetto italiano (n. 1764)
- 17 marzo - Friedrich Wilhelm Bessel, matematico, astronomo e geodeta tedesco (n. 1784)
- 22 marzo - John Liston, attore teatrale inglese
- 26 marzo - Antonio Cocconcelli, ingegnere italiano (n. 1761)
- 29 marzo - Giuseppe Pochettini di Serravalle, nobile italiano (n. 1778)

### Aprile
- 5 aprile - Clotilde de Vaux, scrittrice e poetessa francese (n. 1815)
- 8 aprile - Augusta von Fersen, nobildonna svedese (n. 1754)
- 14 aprile - Maria Anna d'Assia-Homburg, nobildonna tedesca (n. 1785)
- 15 aprile - John Sebright, VII baronetto, politico inglese (n. 1767)
- 16 aprile - Domenico Dragonetti, contrabbassista e compositore italiano (n. 1763)
- 19 aprile - William George Hay, XVIII conte di Erroll, nobile e politico scozzese (n. 1801)
- 20 aprile - Pietro Marchetti, scultore italiano (n. 1766)
- 24 aprile - Girolamo Crescentini, cantante castrato e compositore italiano (n. 1762)
- 30 aprile - Francisco José Vicente Garcia Diego y Moreno, vescovo cattolico messicano (n. 1785)

### Maggio
- 3 maggio - Charles-Frédéric Kreubé, violinista, direttore d'orchestra e compositore francese (n. 1777)
- 9 maggio - Johann Bernhard Wilbrand, fisiologo e naturalista tedesco (n. 1779)
- 10 maggio - Émile Deroy, pittore francese (n. 1820)
- 11 maggio - Carlo Marenco, scrittore italiano (n. 1800)
- 12 maggio - Candida Lena Perpenti, medica, botanica e biologa italiana (n. 1764)
- 14 maggio - Vincenzo Mistrali, politico e poeta italiano (n. 1780)
- 16 maggio - Giovanni Zantedeschi, botanico italiano (n. 1773)
- 17 maggio - Francesco Inghirami, archeologo, incisore e disegnatore italiano (n. 1772)
- 23 maggio - Francesco Lombardi, attore teatrale italiano (n. 1792)
- 26 maggio - Jónas Hallgrímsson, poeta islandese (n. 1807)
- 27 maggio - Michel-Joseph Gentil de Chavagnac, drammaturgo e cantautore francese (n. 1770)
- 31 maggio - Philipp Konrad Marheineke, teologo e pastore protestante tedesco (n. 1780)

### Giugno
- 1º giugno - Papa Gregorio XVI, papa, vescovo cattolico e cardinale italiano (n. 1765)
- 5 giugno - Francesco Cassi, scrittore italiano (n. 1778)
- 6 giugno - Benedetto Giovanelli, politico e storico italiano (n. 1774)
- 7 giugno - Antonio Maria Gianelli, vescovo cattolico italiano (n. 1789)
- 8 giugno - Peter Friedrich Röding, naturalista tedesco (n. 1767)
- 8 giugno - Rodolphe Töpffer, fumettista, illustratore e scrittore svizzero (n. 1799)
- 12 giugno - Karl Traugott Queisser, trombonista, violista e violinista tedesco (n. 1800)
- 13 giugno - Carlo Faiani, insegnante italiano (n. 1818)
- 15 giugno - Ėsper Aleksandrovič Belosel'skij-Belozerskij, generale russo (n. 1802)
- 16 giugno - Antonio Adamini, architetto svizzero (n. 1792)
- 17 giugno - Jean-Gaspard Debureau, attore teatrale e mimo francese (n. 1796)
- 21 giugno - James Marsh, chimico britannico (n. 1794)
- 21 giugno - Jean Massieu, insegnante francese (n. 1772)
- 22 giugno - Benjamin Robert Haydon, pittore britannico (n. 1786)

### Luglio
- 1º luglio - Antonio Albrizzi, giurista e avvocato svizzero (n. 1773)
- 1º luglio - Silvestre Pinheiro Ferreira, filosofo e politico portoghese (n. 1769)
- 4 luglio - Wilhelm August Julius Albert, mineralogista e inventore tedesco (n. 1787)
- 5 luglio - Joseph Bernet, cardinale e arcivescovo cattolico francese (n. 1770)
- 11 luglio - Peter Goëss, ufficiale e giurista austriaco (n. 1774)
- 12 luglio - Enrico di Prussia, principe e militare prussiano (n. 1781)
- 16 luglio - Vasilij Ivanovič Demut-Malinovskij, scultore russo (n. 1779)
- 16 luglio - Maria Maddalena Postel, religiosa francese (n. 1756)
- 16 luglio - George Russell, politico e militare inglese (n. 1790)
- 20 luglio - Christian Lorenz Sommer, filologo classico tedesco (n. 1796)
- 22 luglio - Urbain Audibert, botanico francese (n. 1789)
- 24 luglio - Joseph Eybler, compositore austriaco (n. 1765)
- 25 luglio - Luigi Bonaparte, re (n. 1778)
- 25 luglio - Giuseppe Zamboni, abate e fisico italiano (n. 1776)
- 26 luglio - Barthélemy Vignon, architetto francese (n. 1762)
- 28 luglio - George Murray, generale britannico (n. 1772)
- 31 luglio - Bernhard Heine, medico tedesco (n. 1800)

### Agosto
- 1º agosto - David Heinrich Hoppe, micologo, botanico e naturalista tedesco (n. 1760)
- 1º agosto - Piero Maroncelli, patriota, musicista e scrittore italiano (n. 1795)
- 2 agosto - Mary Austin Holley, scrittrice statunitense (n. 1784)
- 2 agosto - Fiorentino di Salm-Salm, principe tedesco (n. 1786)
- 3 agosto - Kaspar Max Droste zu Vischering, vescovo cattolico tedesco (n. 1770)
- 6 agosto - Ludwig Bledow, scacchista tedesco (n. 1795)
- 6 agosto - Marie Charles Theodor De Damoiseau, astronomo francese (n. 1768)
- 7 agosto - Christian Heinrich Rinck, compositore e organista tedesco (n. 1770)
- 8 agosto - Madame Gelot-Sandoz, fotografa francese (n. 1803)
- 11 agosto - Imperatrice Yoshiko, imperatrice giapponese (n. 1779)
- 16 agosto - Sylvain Charles Valée, generale francese (n. 1773)
- 23 agosto - Wilhelm Küchelbecker, poeta russo (n. 1797)
- 24 agosto - Adam Johann von Krusenstern, ammiraglio e esploratore estone (n. 1770)
- 24 agosto - Luigi Molino, arpista, violinista e compositore italiano (n. 1762)
- 25 agosto - Giuseppe Acerbi, esploratore, scrittore e archeologo italiano (n. 1773)
- 27 agosto - Thomas Lyon-Bowes, XI conte di Strathmore e Kinghorne, nobile scozzese (n. 1773)
- 31 agosto - Walter Bowne, politico statunitense (n. 1770)

### Settembre
- 3 settembre - Edward Rudge, botanico e antiquario inglese (n. 1763)
- 4 settembre - Abigail Mott, docente e attivista statunitense (n. 1795)
- 5 settembre - Charles Metcalfe, I barone Metcalfe, diplomatico e politico britannico (n. 1785)
- 8 settembre - Archibald Kennedy, I marchese di Ailsa, nobile scozzese (n. 1770)
- 12 settembre - Vincenzo Gabussi, compositore italiano (n. 1800)
- 13 settembre - Carlo Gozzi, presbitero e scrittore italiano (n. 1780)
- 16 settembre - Andrea Kim Taegon, presbitero coreano (n. 1821)
- 16 settembre - Heinrich Menu von Minutoli, militare, esploratore e archeologo svizzero (n. 1772)
- 22 settembre - Gerolamo Cravosio, avvocato italiano
- 26 settembre - Thomas Clarkson, attivista britannico (n. 1760)
- 28 settembre - John Waldegrave, VI conte Waldegrave, nobile e ufficiale inglese (n. 1785)

### Ottobre
- 1º ottobre - Giuseppe Drugman, pittore italiano (n. 1810)
- 1º ottobre - Lothar Anselm von Gebsattel, arcivescovo cattolico, teologo e nobile tedesco (n. 1761)
- 3 ottobre - Charles Wolseley, VII baronetto, politico e nobile inglese (n. 1769)
- 10 ottobre - José Manuel de Goyeneche, militare spagnolo (n. 1776)
- 16 ottobre - Nathaniel Peabody Rogers, editorialista, scrittore e avvocato statunitense (n. 1794)
- 18 ottobre - Hyacinthe de Bougainville, navigatore francese (n. 1781)
- 18 ottobre - Odorico Politi, pittore italiano (n. 1785)
- 19 ottobre - Franz Tomaselli, cantante e attore teatrale austriaco (n. 1801)
- 19 ottobre - Giuseppe Venturoli, ingegnere italiano (n. 1768)
- 20 ottobre - Jean-Joseph-Xavier Bidauld, pittore francese (n. 1758)
- 27 ottobre - Louis Auguste Victor de Ghaisne de Bourmont, generale francese (n. 1773)
- 28 ottobre - Anne-François Arnaud, pittore francese (n. 1787)

### Novembre
- 1º novembre - Franz Anton Ries, violinista tedesco (n. 1755)
- 2 novembre - Johann Philipp Bach, pittore tedesco (n. 1752)
- 2 novembre - Guy-Victor Duperré, ammiraglio francese (n. 1775)
- 2 novembre - Esaias Tegnér, poeta e vescovo luterano svedese (n. 1782)
- 4 novembre - Giovan Battista Coletti, giurista, funzionario e archivista italiano (n. 1778)
- 6 novembre - Aleksandre Ch'avch'avadze, poeta e generale georgiano (n. 1786)
- 7 novembre - Samuel B. Moore, politico statunitense (n. 1789)
- 17 novembre - Paolo Assalini, medico italiano (n. 1759)
- 17 novembre - Emily Karlovna Stjernvall, nobildonna svedese (n. 1810)
- 19 novembre - Karl Kajetan von Gaisruck, cardinale e arcivescovo cattolico austriaco (n. 1769)
- 19 novembre - Marija Michajlovna Romanova, nobile russa (n. 1825)
- 19 novembre - Lorenzo Trincheri, critico letterario, filosofo e saggista italiano (n. 1768)
- 23 novembre - Raffaele Fidanza, pittore italiano (n. 1797)
- 26 novembre - Giacomo Tommasini, medico, patologo e fisiologo italiano (n. 1768)
- 29 novembre - Hammamizade İsmail Dede Efendi, compositore ottomano (n. 1778)
- 29 novembre - Carlo Domenico Ferrari, vescovo cattolico italiano (n. 1769)
- 30 novembre - Friedrich List, economista e giornalista tedesco (n. 1789)
- 30 novembre - Maria Severa Onofriana, cantante portoghese (n. 1820)

### Dicembre
- 1º dicembre - María Luisa de Borbón y Vallabriga, nobile spagnola (n. 1783)
- 3 dicembre - Pietro Cocchi, pittore italiano (n. 1826)
- 3 dicembre - Giuseppe Patrizi, presbitero italiano (n. 1809)
- 4 dicembre - François Roguet, generale francese (n. 1770)
- 4 dicembre - Anton Schröfl, basso tedesco (n. 1774)
- 10 dicembre - Federico Confalonieri, patriota italiano (n. 1785)
- 11 dicembre - Giovan Battista Borghesi, pittore italiano (n. 1790)
- 12 dicembre - Charles Alexandre Lesueur, naturalista, esploratore e pittore francese (n. 1778)
- 13 dicembre - Pasquale Galluppi, filosofo italiano (n. 1770)
- 15 dicembre - Filippo d'Assia-Homburg, nobile tedesco (n. 1779)
- 17 dicembre - Thomas Grenville, militare britannico (n. 1755)
- 18 dicembre - George Barlow, I baronetto, diplomatico e politico britannico (n. 1763)
- 22 dicembre - Jean-Baptiste Bory de Saint-Vincent, naturalista francese (n. 1778)
- 25 dicembre - Anna Mignani, pittrice italiana (n. 1786)
- 25 dicembre - Swathi Thirunal Rama Varma, principe indiano (n. 1813)
- 29 dicembre - Mateli Magdalena Kuivalatar, cantante finlandese (n. 1771)

### Senza giorno specificato
- William Allman, botanico inglese (n. 1776)
- Carl Bagger, scrittore danese (n. 1807)
- Wilhelm Adolf Becker, storico tedesco (n. 1796)
- Marc Bédarride, scrittore francese (n. 1776)
- Bharmalji II, principe indiano (n. 1798)
- Auguste Bérard, medico francese (n. 1802)
- William John Coffee, artista e scultore inglese (n. 1774)
- Et'hem bey Mollaj, nobile albanese (n. 1783)
- Felice Gori, artigiano italiano
- Hendrik Van der Haert, pittore e incisore belga (n. 1790)
- Pengiran Muda Hashim, nobile malese (n. 1782)
- Paola Castiglioni Litta, nobile italiana (n. 1751)
- Andreas Londos, militare e politico greco (n. 1786)
- Gabriel Julien Ouvrard, banchiere francese (n. 1770)
- Francesco Pollini, musicista e compositore italiano (n. 1762)
- Vital Roux, imprenditore e pubblicista francese (n. 1766)
- Antonio Isidoro Rusca, politico e avvocato svizzero (n. 1757)
- Franciszek Ścigalski, compositore e violinista polacco (n. 1782)
- Joseph Lee Smith, avvocato e militare statunitense (n. 1776)
- John Tanner, romanziere statunitense (n. 1780)
- Pietro Tomba, architetto italiano (n. 1774)
- Giuseppe Benedetto Tornielli, politico italiano (n. 1764)

## Calendario
| Calendario 1846 | Calendario 1846 | Calendario 1846 | Calendario 1846 | Calendario 1846 | Calendario 1846 | Calendario 1846 | Calendario 1846 | Calendario 1846 | Calendario 1846 | Calendario 1846 | Calendario 1846 | Calendario 1846 | Calendario 1846 | Calendario 1846 | Calendario 1846 | Calendario 1846 | Calendario 1846 | Calendario 1846 | Calendario 1846 | Calendario 1846 | Calendario 1846 | Calendario 1846 | Calendario 1846 | Calendario 1846 | Calendario 1846 | Calendario 1846 | Calendario 1846 | Calendario 1846 | Calendario 1846 | Calendario 1846 | Calendario 1846 | Calendario 1846 |
| --------------- | --------------- | --------------- | --------------- | --------------- | --------------- | --------------- | --------------- | --------------- | --------------- | --------------- | --------------- | --------------- | --------------- | --------------- | --------------- | --------------- | --------------- | --------------- | --------------- | --------------- | --------------- | --------------- | --------------- | --------------- | --------------- | --------------- | --------------- | --------------- | --------------- | --------------- | --------------- | --------------- |
|                 | 1               | 2               | 3               | 4               | 5               | 6               | 7               | 8               | 9               | 10              | 11              | 12              | 13              | 14              | 15              | 16              | 17              | 18              | 19              | 20              | 21              | 22              | 23              | 24              | 25              | 26              | 27              | 28              | 29              | 30              | 31              |                 |
| Gennaio         | Gi              | Ve              | Sa              | Do              | Lu              | Ma              | Me              | Gi              | Ve              | Sa              | Do              | Lu              | Ma              | Me              | Gi              | Ve              | Sa              | Do              | Lu              | Ma              | Me              | Gi              | Ve              | Sa              | Do              | Lu              | Ma              | Me              | Gi              | Ve              | Sa              |                 |
| Febbraio        | Do              | Lu              | Ma              | Me              | Gi              | Ve              | Sa              | Do              | Lu              | Ma              | Me              | Gi              | Ve              | Sa              | Do              | Lu              | Ma              | Me              | Gi              | Ve              | Sa              | Do              | Lu              | Ma              | Me              | Gi              | Ve              | Sa              |                 |                 |                 |                 |
| Marzo           | Do              | Lu              | Ma              | Me              | Gi              | Ve              | Sa              | Do              | Lu              | Ma              | Me              | Gi              | Ve              | Sa              | Do              | Lu              | Ma              | Me              | Gi              | Ve              | Sa              | Do              | Lu              | Ma              | Me              | Gi              | Ve              | Sa              | Do              | Lu              | Ma              |                 |
| Aprile          | Me              | Gi              | Ve              | Sa              | Do              | Lu              | Ma              | Me              | Gi              | Ve              | Sa              | Do              | Lu              | Ma              | Me              | Gi              | Ve              | Sa              | Do              | Lu              | Ma              | Me              | Gi              | Ve              | Sa              | Do              | Lu              | Ma              | Me              | Gi              |                 |                 |
| Maggio          | Ve              | Sa              | Do              | Lu              | Ma              | Me              | Gi              | Ve              | Sa              | Do              | Lu              | Ma              | Me              | Gi              | Ve              | Sa              | Do              | Lu              | Ma              | Me              | Gi              | Ve              | Sa              | Do              | Lu              | Ma              | Me              | Gi              | Ve              | Sa              | Do              |                 |
| Giugno          | Lu              | Ma              | Me              | Gi              | Ve              | Sa              | Do              | Lu              | Ma              | Me              | Gi              | Ve              | Sa              | Do              | Lu              | Ma              | Me              | Gi              | Ve              | Sa              | Do              | Lu              | Ma              | Me              | Gi              | Ve              | Sa              | Do              | Lu              | Ma              |                 |                 |
| Luglio          | Me              | Gi              | Ve              | Sa              | Do              | Lu              | Ma              | Me              | Gi              | Ve              | Sa              | Do              | Lu              | Ma              | Me              | Gi              | Ve              | Sa              | Do              | Lu              | Ma              | Me              | Gi              | Ve              | Sa              | Do              | Lu              | Ma              | Me              | Gi              | Ve              |                 |
| Agosto          | Sa              | Do              | Lu              | Ma              | Me              | Gi              | Ve              | Sa              | Do              | Lu              | Ma              | Me              | Gi              | Ve              | Sa              | Do              | Lu              | Ma              | Me              | Gi              | Ve              | Sa              | Do              | Lu              | Ma              | Me              | Gi              | Ve              | Sa              | Do              | Lu              |                 |
| Settembre       | Ma              | Me              | Gi              | Ve              | Sa              | Do              | Lu              | Ma              | Me              | Gi              | Ve              | Sa              | Do              | Lu              | Ma              | Me              | Gi              | Ve              | Sa              | Do              | Lu              | Ma              | Me              | Gi              | Ve              | Sa              | Do              | Lu              | Ma              | Me              |                 |                 |
| Ottobre         | Gi              | Ve              | Sa              | Do              | Lu              | Ma              | Me              | Gi              | Ve              | Sa              | Do              | Lu              | Ma              | Me              | Gi              | Ve              | Sa              | Do              | Lu              | Ma              | Me              | Gi              | Ve              | Sa              | Do              | Lu              | Ma              | Me              | Gi              | Ve              | Sa              |                 |
| Novembre        | Do              | Lu              | Ma              | Me              | Gi              | Ve              | Sa              | Do              | Lu              | Ma              | Me              | Gi              | Ve              | Sa              | Do              | Lu              | Ma              | Me              | Gi              | Ve              | Sa              | Do              | Lu              | Ma              | Me              | Gi              | Ve              | Sa              | Do              | Lu              |                 |                 |
| Dicembre        | Ma              | Me              | Gi              | Ve              | Sa              | Do              | Lu              | Ma              | Me              | Gi              | Ve              | Sa              | Do              | Lu              | Ma              | Me              | Gi              | Ve              | Sa              | Do              | Lu              | Ma              | Me              | Gi              | Ve              | Sa              | Do              | Lu              | Ma              | Me              | Gi              |                 |